# Rhein (Morsbach)
Rhein ist ein Ortsteil von Morsbach im Oberbergischen Kreis im südlichen Nordrhein-Westfalen innerhalb des Regierungsbezirks Köln.

## Lage und Beschreibung
In ländlicher, waldreicher Umgebung liegt Rhein am südlichsten Zipfel des Oberbergischen Kreises. Die Städte Gummersbach (38 km), Siegen (35 km) sowie Köln (75 km) sind in wenigen Autominuten zu erreichen.
Benachbarte Ortsteile sind Niederdorf im Nordosten, Eugenienthal im Süden und Flockenberg im Westen. 

## Geschichte

### Erstnennung
1563 wurde der Ort das erste Mal urkundlich erwähnt, und zwar „Jacob auff dem Rein ist saynischer Schultheiß zu Morsbach.“ 
Die Schreibweise der Erstnennung war Rein.

## Freizeit

### Vereinswesen
- Dorfgemeinschaft Rhein